# Kwavi (jezik)
Kwawi (parakuyo, baraguyu; nekadašnji identifikator bio je ckg, danas nije u upotrebi), nekad samostalni jezik koji se vodio kao neklasificiran, a danas kao dijalekt masajskog jezika, podskupina ongamo-maa. Ima 7.378 govornika u Tanzaniji (1957 popis).
Etnička populacija (pleme Kwavi) 57.000.